# Milukowka
Milukowka (ros. Милюковка) – wieś (dieriewnia) w Rosji, w obwodzie iwanowskim, w rejonie szujskim. W 2010 liczyła 331 mieszkańców.